# زنبورهای برگ‌بر
زنبورهای برگ‌بُر (نام علمی: Megachile) نام یک سرده از خانواده برگ‌بران است.